# Bled (cidade)
Bled é uma cidade da Eslovênia que funciona como centro administrativo do município homônimo. Possuía uma população estimada de 4 969 habitantes em 2020.